# Иракские евреи
Иракские евреи (ивр. יֵהוּדִי בָּבל‎, араб. يهود العراق‎) — потомки первой еврейской диаспоры, образовавшейся после покорения Иудеи Навуходоносором II, который уничтожил Храм и увёл тысячи евреев в Вавилонию. Со временем изгнанники обосновались в вавилонском государстве и развили бурную экономическую и религиозную деятельность.

## История иракских евреев

### До Александра Македонского
Иудеи, угнанные в рабство, не смешались с соседями-язычниками, а продолжали сохранять верность своей религии и обычаям. К ним присоединились другие евреи из соседних областей, которые тоже потеряли свою родину. Покоритель иудеев не угнетал их, он даровал им полную свободу в религии и судопроизводстве и других областях внутренней жизни. От них только требовалась лояльность к царю и государству, а также отказ от попыток восстать и восстановить своё государство. Многие изгнанники владели землёй и обрабатывали её, другие были заняты ремеслом.
В 538 году до н. э. Вавилоном завладел персидский царь Кир. Евреи с радостью отнеслись к приходу нового царя. Кир, видя подобную преданность, подписал указ о разрешении всем евреям вернуться на родину. Он также выдал деньги из собственной казны на восстановление храма, а также распорядился вернуть всю утварь Храма, захваченную Навуходоносором. Однако далеко не все евреи решили покинуть Вавилон.

### Александр Македонский и Персия
В 331 году до н. э. великий завоеватель Александр Македонский завоевал Вавилонию. Он подтвердил прежние права евреев, а также даровал им новые. Например, евреи, служившие в армии Александра, были освобождены от работ в субботу. После гибели Александра, Вавилония вместе с другими территориями отошла к его военачальнику Селевку. При нём и его династии евреи продолжали процветать.
В 120 году до н. э. Вавилония подпала под власть династии Аршакидов, постепенно распространивших своё господство с территории своей родины — Парфии на обширную территорию Востока. При Сасанидах жизнь вавилонских иудеев то улучшалась, то ухудшалась. В основном это было связано с религиозными гонениями. Например, при Каваде I евреи активно преследовались, их дети отдавались на воспитание зороастрийским жрецам, синагоги сносились, а изучение Торы оказалось под запретом. При царе Хосрове I Ануширване евреи восстановили все свои права, так как политика царя по отношению к ним была сдержанная и уравновешенная.

### Под владычеством ислама
В VII в. арабы завоевали Месопотамию, и в 661 г. она оказалась в составе Халифата. Вавилонские евреи, уставшие от религиозных гонений, оказали активную поддержку арабским завоевателям, за что халиф Омар ибн ал-Хаттаб даровал новые права евреям. Завоевав Фируз-Шапур в 658 году, халиф Али ибн Абу Талиб объявил главу местной иешивы рабби Ицхака духовным вождём евреев Вавилонии и разрешил ему издавать религиозные постановления по упорядочению еврейской общинной жизни. При Аббасидах Багдад стал центром еврейского образования и книжности . При власти исламизированных монголов положение евреев резко ухудшилось. Уничтожались синагоги, детей насильно отдавали в мусульманские семьи, каждый еврей был обязан носить особый знак отличия. При османах еврейская община Вавилонии немного улучшила своё положение: в иешивах вновь изучали Тору, молились в синагогах, улучшилось и экономическое состояние иудеев.
В 1908 г. младотурки ввели свободу вероисповедания. К 1910 г. еврейская община в Багдаде стала самой значительной, многочисленной и процветающей общиной в Турции после еврейского сообщества в Салониках ). В это время несколько евреев стали депутатами парламента от территории, которая теперь носит название Ирак.

### Английская администрация, Королевство и республика
В период английской оккупации положение евреев ещё более улучшилось. В 1921 году Ирак объявлен королевством. Король Фейсал I даровал полную свободу в вере, образовании и занятиях. Евреи на полных правах выступали делегатами в парламенте. С этого момента евреи начали составлять значительную долю всех служащих государственного аппарата.
С 1918 года в Ираке действовали многочисленные сионистские организации, которые открыто пропагандировали свои идеи, обучали ивриту, организовывали молодёжные кружки и объединения. Но в 1929 году вновь начались притеснения, переросшие в открытую вражду. Евреев увольняли с государственных постов, вытесняли из торговли и культуры. Порой доходило и до убийств. Сионистские организации вынуждены были уйти в подполье. Однако их деятельность начала давать первые плоды: небольшие группы иракских евреев начали переезжать в Палестину. Багдадский погром 1941 года, произошедший в Багдаде 1-2 июня 1941 г. в обстановке вакуума власти, когда по официальным данным, около 175 евреев было убито, около 1000 ранено, а имущество евреев было разграблено и 900 еврейских домов было разрушено, усилил эмиграционные настроения. В 1948 году несколько десятков тысяч евреев через соседний Иран совершили алию. К этому моменту иракские власти запретили евреям выезжать из Ирака, а с образованием государства Израиль еврейская миграция только увеличилась. В 1950 году еврейское агентство Сохнут по делам репатриации провело операцию «Эзра и Нехемия», в ходе которой Ирак покинули 110 тысяч евреев. В дальнейшем миграция усиливалась. Через несколько лет еврейская община Ирака сократилась до 6 тысяч человек. Проблеме массовой миграции евреев из Ирака посвящена работа Аббаса Шилбака The Lure of Zion: The Case of Iraqi Jews, рассматривающая вопросы, связанные с событиями, которые привели к массовому отъезду евреев из Ирака (Stillman 1990: 376).

## Религиозная жизнь иракских евреев
С самого начала своего изгнания евреи Вавилонии смогли наладить свою религиозную жизнь. Своего расцвета еврейская учёность достигла в VI веке, когда вавилонские раввины пользовались непререкаемым авторитетом.
До середины XIX века во главе общин Ирака стоял Наси, который управлял судопроизводством и сбором налогов. Среди лидеров иудеев Ирака особенно прославились Цдака Хоцин, автор многих галахических трудов, комментатор Галахи и каббалист Абдаллах бен Авраам Сомех, а также Абдаллах ибн Хидр ибн Сулейман Хинин, составитель поэм и пиютов, впоследствии вошедших в молитвенники восточных общин.